# Centaurea ziganensis
Centaurea ziganensis — вид квіткових рослин родини айстрових (Asteraceae). Ареал: Туреччина (Гюмюшхане). Вид названий на честь гір Зігана, де він був виявлений.

## Біоморфологічна характеристика
Багаторічна трав'яниста рослина з безплідними листовими розетками і здерев'янілим кореневищем. Стебло пряме або прямовисхідне, запушене короткими простими волосками, 30–70 см завдовжки, без крил, зазвичай 2–4(8) добре розвинених одноголових, розгалужених від середини. Прикореневі листки запушені, гострі, загострені, 10–20 × 0,5–1,5 см (включно з черешком). Серединні та верхні стеблові листки лінійно-ланцетні, краї цілісні; серединні 5—10.5 × 0.8—1 см, верхні 1.2–3.5 × 0.2–0.4 см, сидячі. Квіткові голови 2–4(8), поодинокі на кінцях добре розвинених гілок. Обгортка яйцеподібна, 15–20 × 12–15(18) мм. Квітки жовті. Сім'янки довгасті, солом'яного кольору, голі, чітко смугасті, 4.5–5 × 2–2.2 мм; папуси солом'яного кольору, подвійний, зовнішній ряд 5.3–6.2 мм, внутрішній ряд 1.5–1.8 мм завдовжки. 
Цвіте Centaurea ziganensis з кінця червня по липень, а зрілі плоди утворюються в серпні — на початку вересня.

## Середовище
Новий вид був знайдений лише на південних схилах гір Зігана і зустрічається на скелястих схилах на висоті ≈ 1500 метрів.